# Иллирия

Основные народы Иллирии

Илли́рия, или Илли́рик (др.-греч. Ἰλλυρία, лат. Illyricum) — древнее название западной части Балканского полуострова, которую населяли иллирийцы. Их мифическим прародителем считался Иллирий. Эта земля имела огромное хозяйственное и военно-стратегическое значение для Римской империи, ибо служила связующим звеном между её западной и восточной частями.

## География

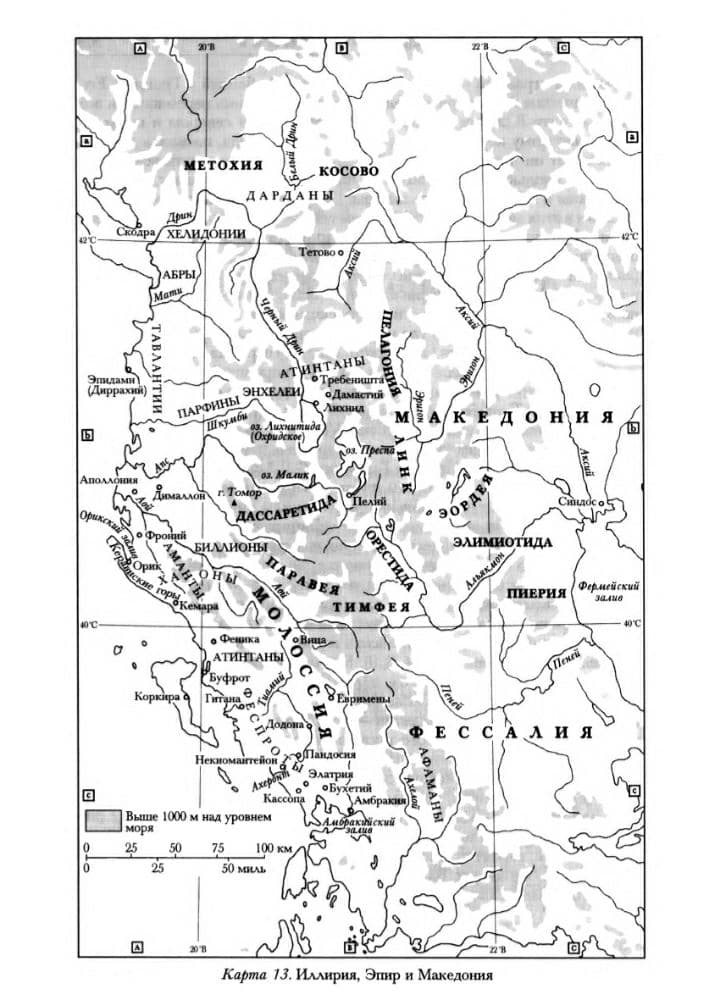
Карта. Иллирия, Эпир и Македония

В представлениях древних, Иллирия простиралась к западу от Фессалии и Македонии и к востоку от Италии и Реции вплоть до Истрии к северу. Впоследствии стали делать различие между так называемой греческой Иллирией и Иллирией варварской. Первая называлась также новым Эпиром и представляла собой полную известковых горных цепей и прекрасных пастбищ страну, которую ограничивали Эпир, Македония, горы Скард и река Дрин (Дрилон).
Северная или варварская Иллирия, часть которой входила в состав царства Агрона и его преемников, была страна очень гористая. Из горных систем древние называют Албанские горы, к востоку от них Бебийские, отделявшие Либурнию и Далматию от Паннонии, Ардийские и, наконец, Скардийские между Иллирией, Мёзией и Македонией.
Страны, лежавшие здесь, были плодородны, производили достаточно оливкового масла и вина, хотя мало обрабатывались местным населением, больше промышлявшим грабежами (Страбон, кн. VII). Об одном из племен Иллирии, яподах, Страбон сообщает, что они были татуированы (греч. κατάστικτοι), подобно другим иллирийцам и фракийцам. Другие племена Иллирии: либурны к югу от яподов, далматы и автариаты.
Самым важным из народов Иллирии были далматы (у греческ. писателей делматы), первоначально союз племен (буллинов, гиллинов, нестов, маниев), группировавшихся вокруг города Далмион, или Делминион. Либурны, или либирны, первоначально имели поселения и в верхней Италии, они занимались мореходством, и особенно славились своими небольшими, быстроходными барками (лембами); они рано подчинились римлянам.

## Образ жизни

### 540—360 годы до н. э.
Экономика страны в этот период представляет собой форму кочевого скотоводства, которая прочно связана с перегонами скота с летних пастбищ на зимние, в особенности овец и коз. Там, где такое скотоводство играло главную роль в экономике страны, военные вожди небольших племен, образовавших отдельные пастушеские группы, становились их правителями. Когда небольшие племена объединялись в какой-то племенной союз, у власти оказывалась родовая аристократия. В Иллирии военные вожди господствовали над оседлым земледельческим населением, поскольку они были хорошо вооружены для защиты стад от львов, медведей и волков, а также для успешного противостояния соперникам. Многие из тех, кого хоронили в курганах, имели подле себя по три копья и кинжал. В самых богатых могилах был бронзовый шлем, бронзовые поножи и бронзовый панцирь.

## Греческая Иллирия

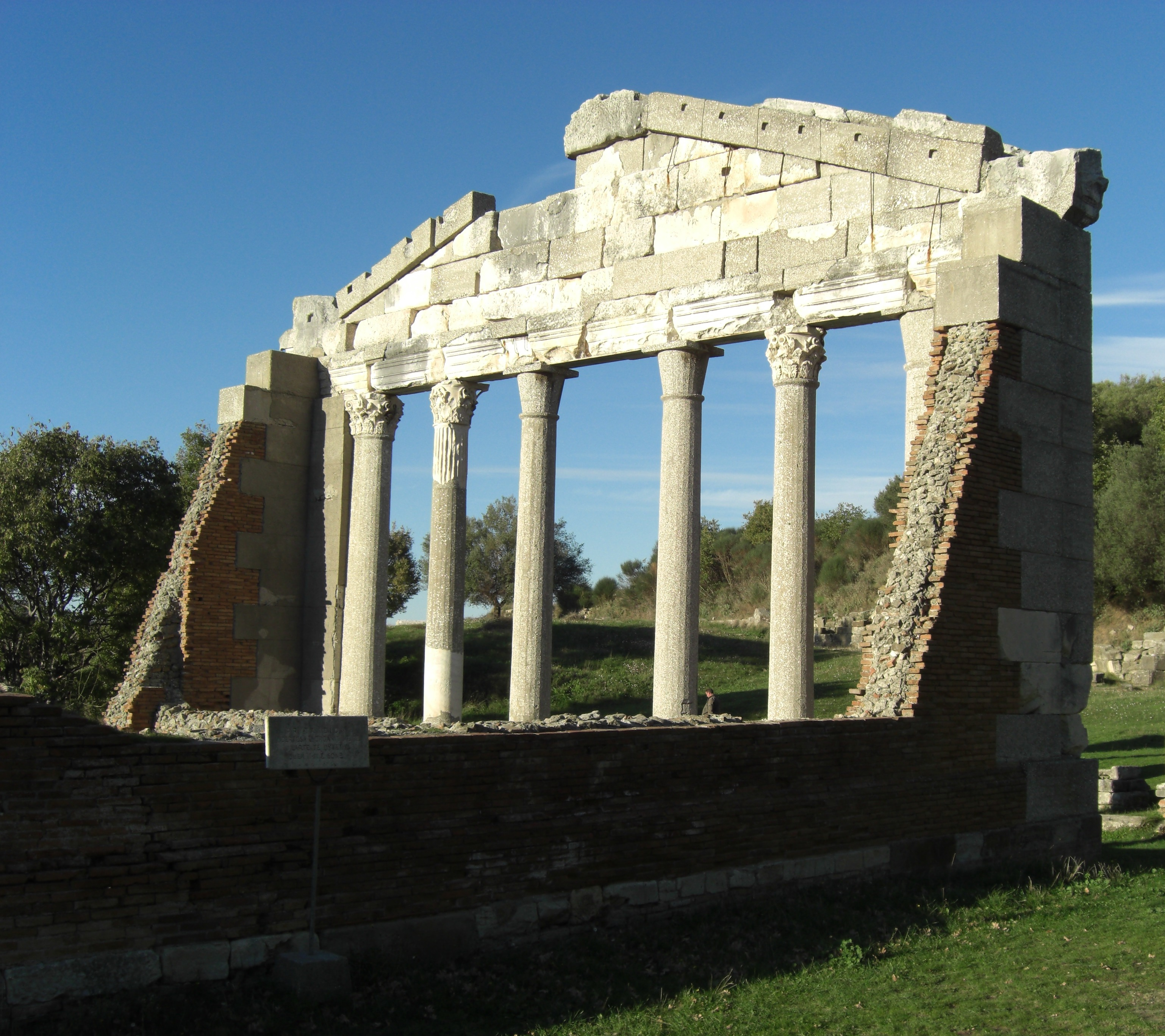
Руины Аполлонии в Иллирии.

В Иллирии рано поселились греческие колонисты. В 627 году до н. э. выходцы из Коринфа и Керкиры основали на южном конце узкой материковой косы город Эпидамн, позднее переименованный в Диррахий (совр. Дуррес), а в 588 году до н. э. Аполлонию на реке Аоя.

## Иллирийские войны
Внутри страны жили многочисленные полудикие разбойничьи племена иллирийцев, иногда соединявшиеся под предводительством племенных старшин и царей. Царь Иллирии Бардил вступил в борьбу с Филиппом Македонским, был побеждён и принуждён уступить большую часть своих владений. Царская власть, однако, сохранилась у его преемников, и Иллирийское царство вскоре, помимо части нового Эпира, стало включать в себя земли к северу от реки Дрина до островов Фара и Иссы.
Большое значение Иллирия получила при царе Агроне (умер в 231 году до н. э.) из племени ардиэев, которому удался набег на греческую Акарнанию. После него правила его вдова Тевта, которой удалось победить ахейцев и этолийцев и взять Коркиру. При ней грабежи иллирийцев привели к вмешательству римлян, пославших на Иллирию войско, которое менее чем в два года покорило всю страну. В результате греческие города Иллирии были объявлены свободными, так же как и часть народов нового Эпира, а Тевта обязалась платить дань (228 год до н. э.).
В 168 году до н. э. потомок Агрона Гентий заключил союз с Персеем Македонским и начал войну с римлянами; в 30 дней война была окончена, он взят в плен и Иллирия, бывшая под его властью, разделена на три республики.

## Римская Иллирия

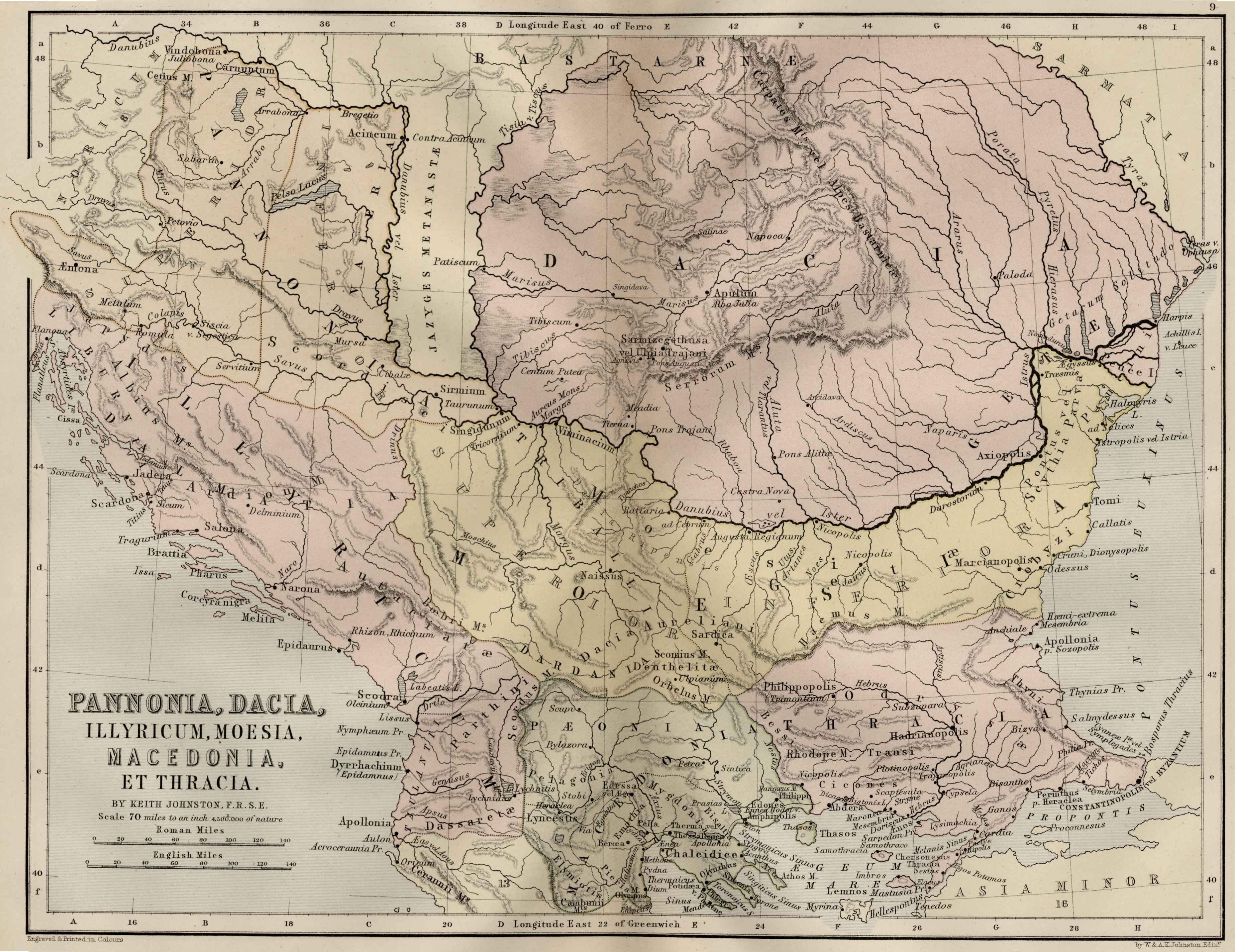
Карта четырёх провинций

Часть Иллирии от Лисса до Керавнских гор окончательно перешла к римлянам и была соединена с провинцией Македония. Ещё после войны с Гентием потребовался целый ряд походов (консула Гая Марция Фигула, Квинта Цецилия Метелла Пия Сципиона Назики, позже — Юлия Цезаря, Марка Антония и Октавиана), чтобы окончательно покорить далматов. Последний поход против них был предпринят Титом Статилием Тавром в 23 году до н. э. Завоевание Иллирии было закреплено подчинением Реции и Винделиции в 15 году до н. э., а также Норика и Паннонии (в 14 и 12—10 гг. до н. э.).
Сделанные римлянами в 167 году до н. э. завоевания территории ардеев (Illyricum regnum), в 148 году до н. э. вошли в состав римской провинции Македония. Позже Иллирия — самостоятельная римская провинция, образованная, вероятно, во II веке до н. э. (самое позднее при Цезаре, середина I века до н. э.) на территории расселения остальных иллирийских племён, завоёванных римлянами к концу I века до н. э.
После великого паннонского восстания (6—9 годы н. э.), Иллирия вместе с вновь приобретёнными и покорёнными землями, была разделена на две провинции, Паннонию и Далмацию. Со времён Траяна и императора Марка Аврелия треть римской армии стояла постоянно лагерем в Иллирии, вследствие чего вся эта провинция имела характер вооружённого лагеря. Начиная с Септимия Севера, провозглашённого императором в Саварии или Карнунте, Иллирия играла ключевую роль в истории Римской империи.
В период Римской империи Иллириком назывался таможенный округ, включавший дунайские провинции: Рецию, Норик, Паннонию, Дакию, Далмацию, Мёзию. При императоре Диоклетиане (конец III века) Иллирик был разделён на Западный Иллирик (Illyricum occidentale) и Восточный Иллирик (Illyricum orientale). В Иллирии также начиналась Эгнациева дорога, соединявшая Диррахий (современный Дуррес) на адриатическом побережье и Византий на побережье Мраморного моря.

## В астрономии
В честь Иллирии назван астероид (1160) Иллирия, открытый 9 сентября 1929 года немецким астрономом Карлом Райнмутом в Гейдельбергской обсерватории.

## Галерея

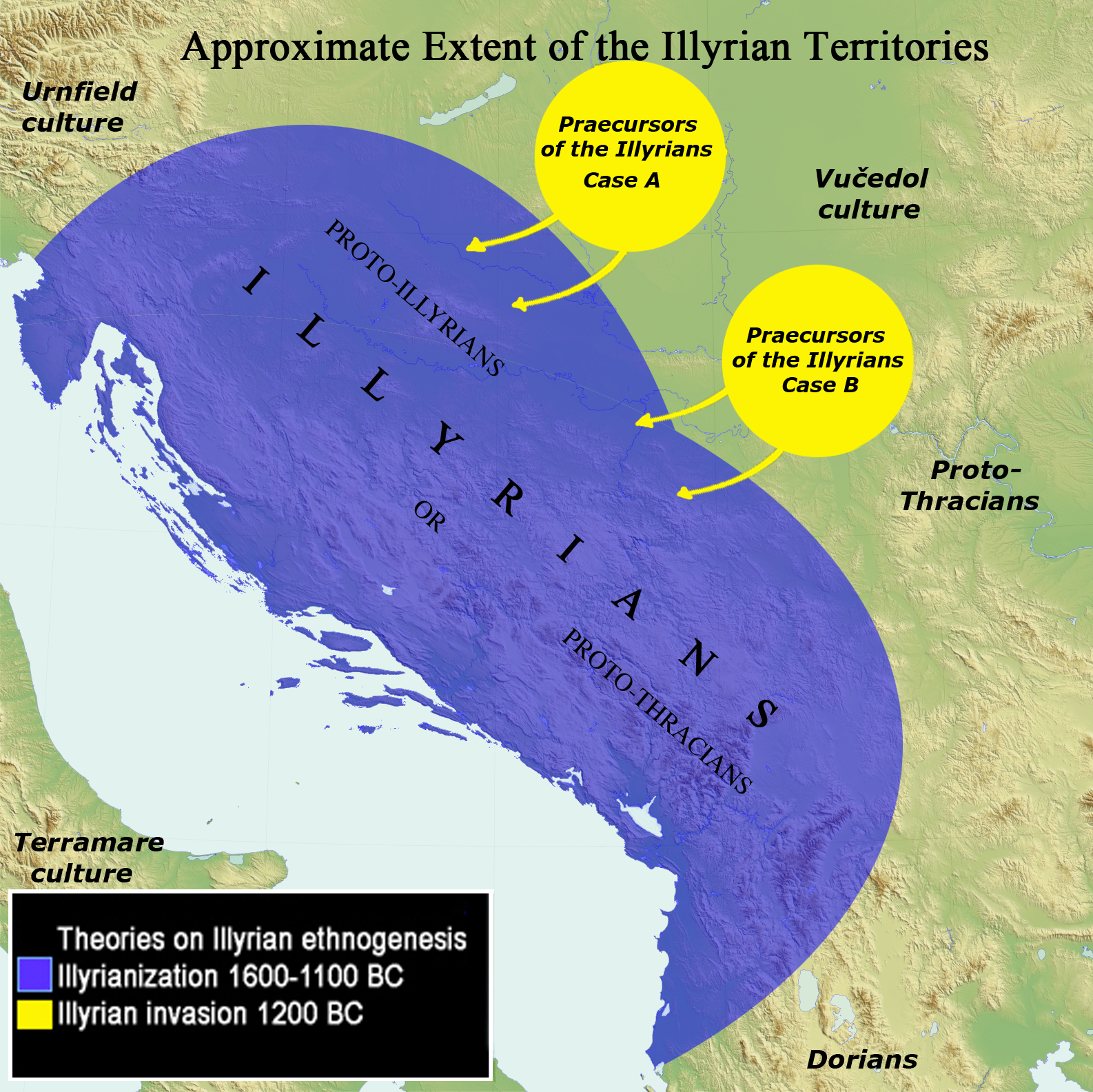
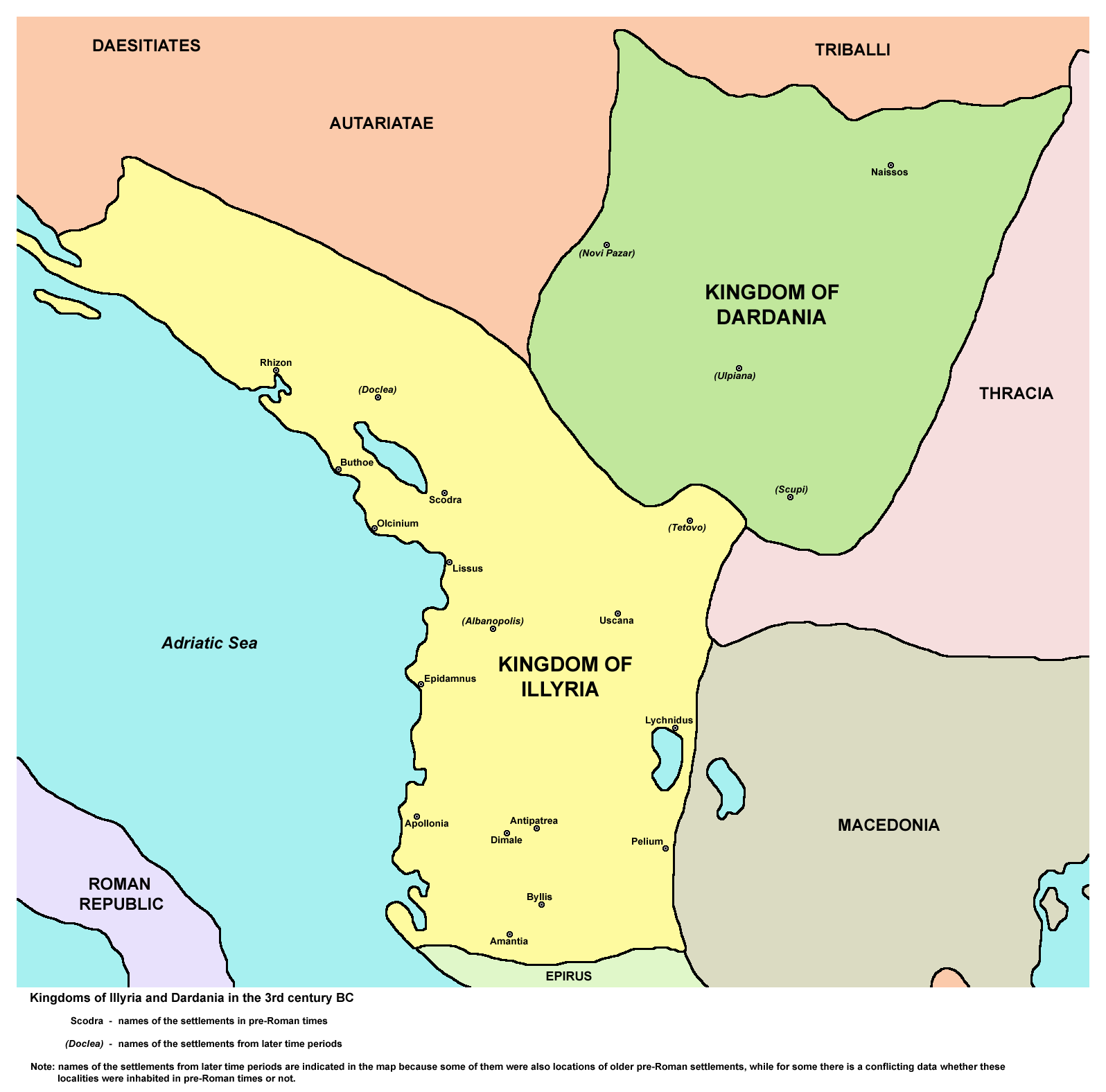
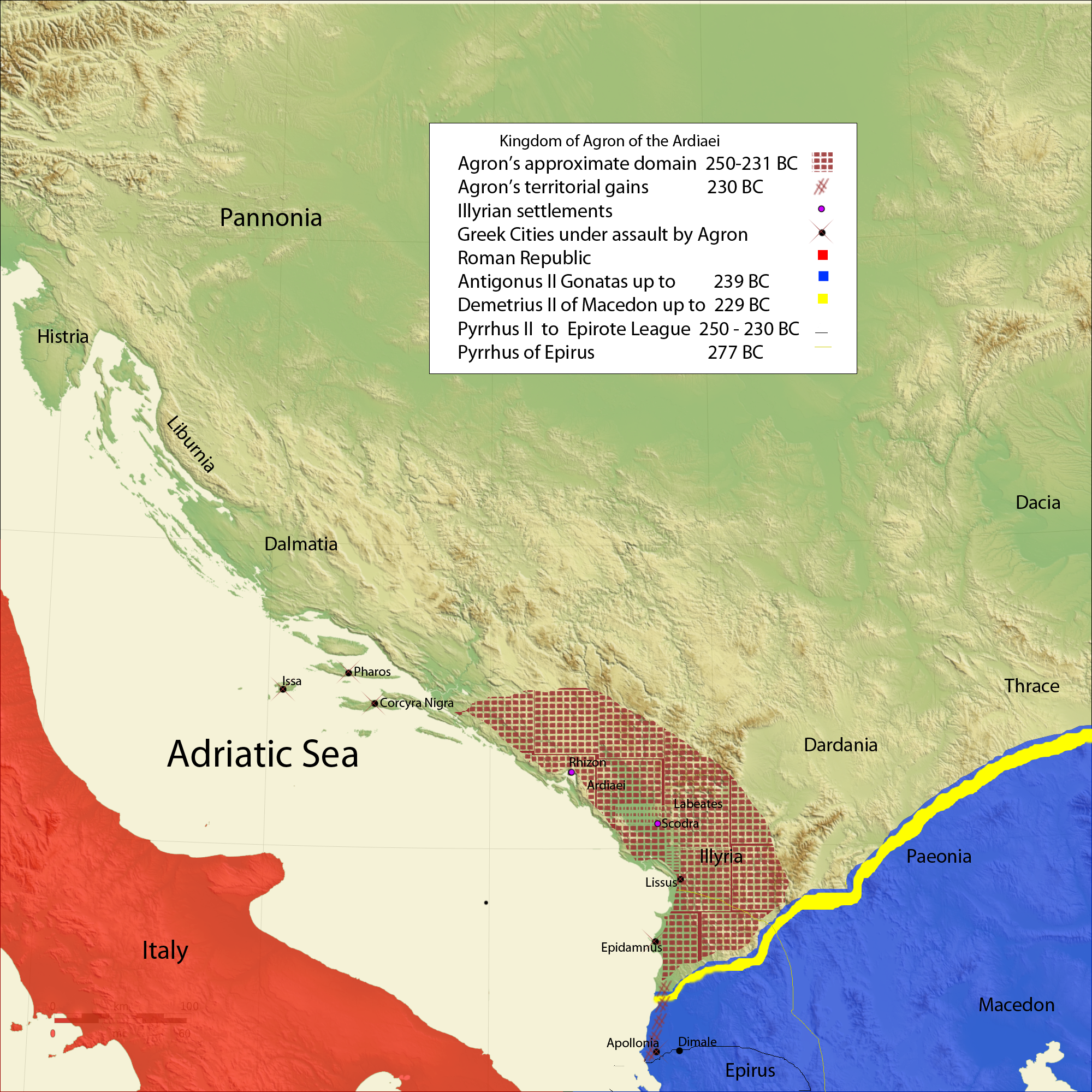
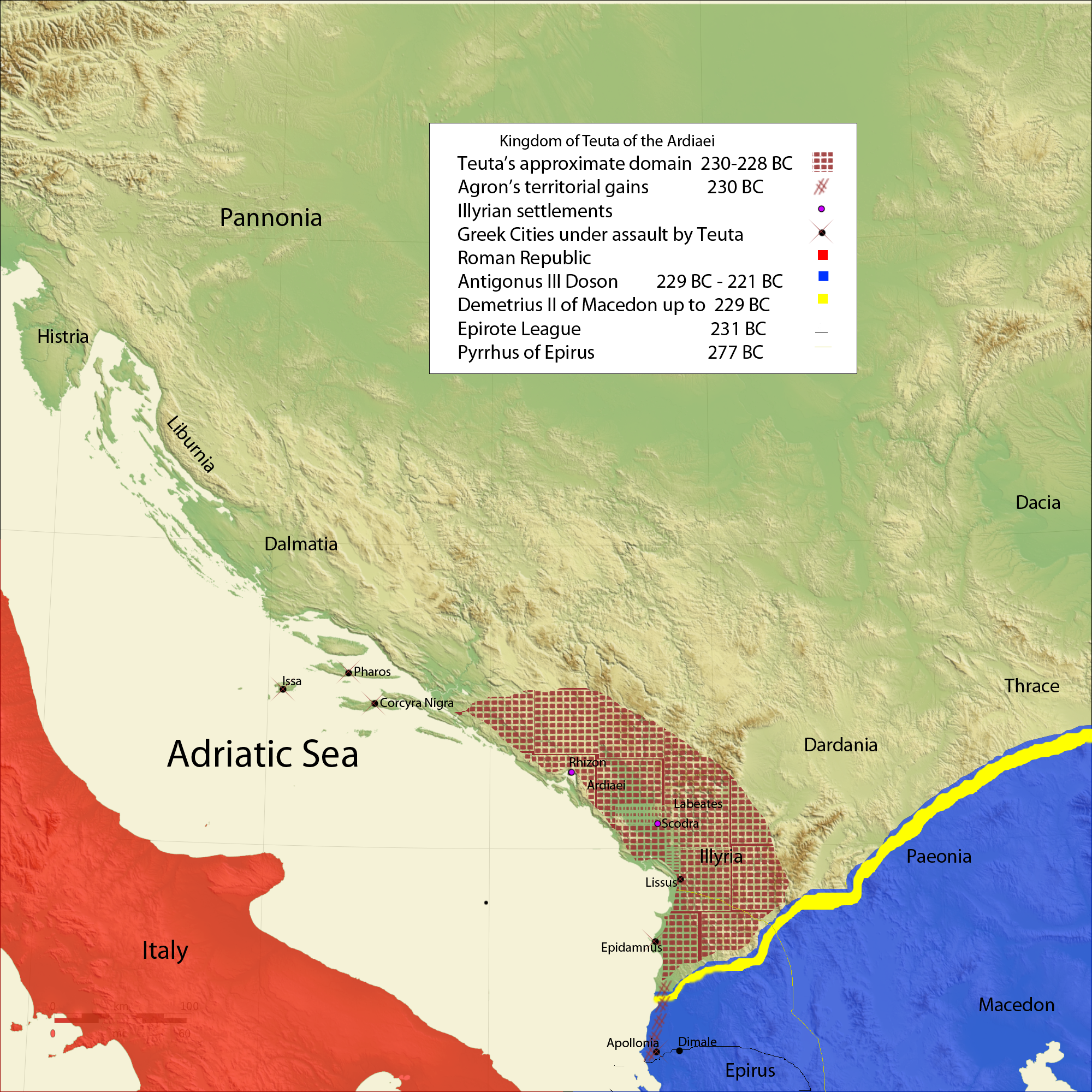
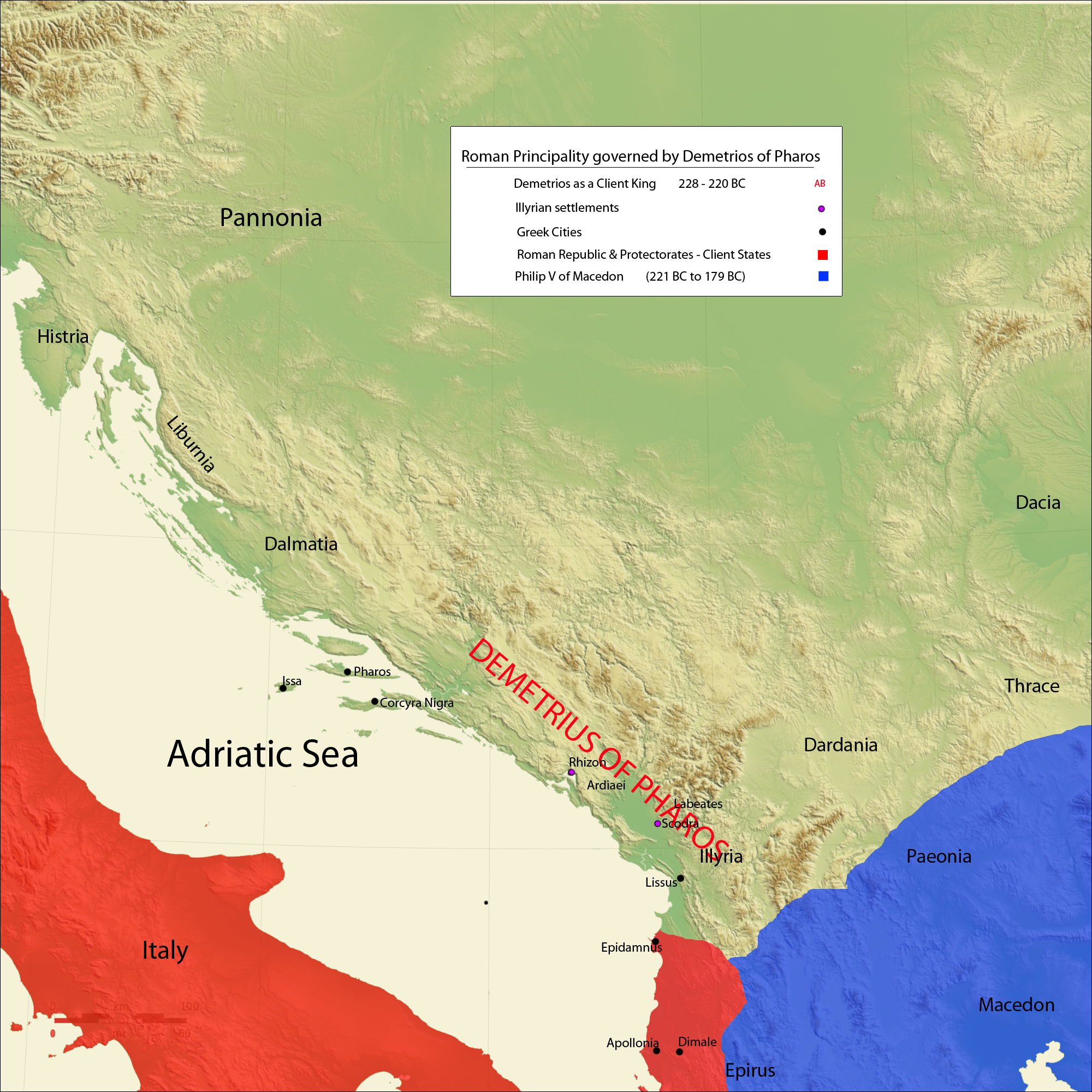